# Judd Trump
Judd Trump (sinh ngày 20 tháng 8 năm 1989) là vận động viên snooker chuyên nghiệp người Anh đến từ Bristol và là đương kim vô địch thế giới. Anh đã đạt được thành công đáng kể trong các giải đấu trẻ trước khi chuyển sang chuyên nghiệp vào năm 2005. Vào ngày 3 tháng 4 năm 2011, Trump đã giành được danh hiệu xếp hạng đầu tiên, đánh bại Mark Selby 10-8 trong trận chung kết Trung Quốc mở rộng. Sau thành công này ở Trung Quốc, anh đã lọt vào trận chung kết Giải vô địch Snooker thế giới 2011, nơi anh bị đánh bại bởi John Higgins. Sau đó, anh tiếp tục giành giải vô địch Anh năm 2011, nơi anh đã đánh bại Mark Allen 10-8 trong trận chung kết. Năm 2019, anh lần đầu tiên vô địch Snooker vô địch thế giới, đánh bại Higgins 18-9 trong trận chung kết.
Vào tháng 11 năm 2012, Trump đã giành được Giải vô địch quốc tế khai mạc và bằng cách đó đã trở thành số một thế giới, một vị trí mà anh giữ trong năm tuần. Vào ngày 18 tháng 2 năm 2013, anh đã giành lại vị trí hàng đầu. Vào tháng 7 năm 2014, Trump đã giành được danh hiệu xếp hạng thứ tư của mình tại Australian Goldfields Open sau khi đánh bại Neil Robertson 9-5. Anh đã giành chiến thắng tại World Grand Prix 2015 khai mạc khi đánh bại Ronnie O'Sullivan 10-7 trong trận chung kết. Vào tháng 10 năm 2016, một lần nữa anh đánh bại O'Sullivan 9-8 để giành danh hiệu Master châu Âu. Năm 2019, Trump đã giành được danh hiệu Triple Crown thứ hai tại giải đấu Masters 2019, đánh bại O'Sullivan 10-4 trong trận chung kết. 
Trump luyện tập cùng với Jack Lisowski và Liang Wenbo tại Học viện Snooker Grove ở Romford, London. Là một người nổi tiếng chuyên giành break, Trump từng có hơn 600 cú century break trong sự nghiệp của mình.

## Sự nghiệp nghiệp dư
Trump là nhà vô địch Anh dưới 13 tuổi và dưới 15 tuổi, và lọt vào bán kết Giải vô địch thế giới dưới 21 tuổi ở tuổi 14. Ở cùng độ tuổi, anh trở thành cầu thủ trẻ nhất tham gia thi đấu 147.

## Sự nghiệp chuyên nghiệp
Trump tham gia chuyến lưu diễn chuyên nghiệp trong mùa giải 2005/2006, và tại Welsh Open đã trở thành cầu thủ trẻ nhất đủ điều kiện cho giai đoạn cuối của một giải đấu xếp hạng. Anh đã đạt đến giai đoạn 48 cuối cùng cho Trung Quốc mở rộng, thua 4-5 với Michael Holt, mặc dù đây được chỉ định là vòng loại cuối cùng và thực sự được chơi trong Prestatyn, Wales.